# 新寶王后
新寶王后（？—780年）金氏，《三国遗事》作神巴夫人（신파부인），新羅第36代君主惠恭王的正妃。
《三国史记》记载新寶王后是伊湌金維誠之女，记载她是金魏正角干女儿。史书没有记载她入宮歲月。惠恭王十六年（780年），伊湌金志貞叛乱，聚衆圍攻宮闕。四月，上大等金良相與伊湌金敬信，擧兵誅金志貞等，惠恭王與新寶王后、昌昌夫人都被亂兵所害。